# Pachydrus
Pachydrus là một chi bọ cánh cứng trong họ Dytiscidae.
Chi này được Sharp miêu tả khoa học năm 1882.

## Các loài
Các loài trong chi này gồm:
- Pachydrus brevis Sharp, 1882
- Pachydrus cayennensis (Laporte, 1835)
- Pachydrus cribratus Sharp, 1882
- Pachydrus globosus (Aubé, 1838)
- Pachydrus obesus Sharp, 1882
- Pachydrus obniger (Chevrolat, 1863)
- Pachydrus politus Sharp, 1882
- Pachydrus princeps (Blatchley, 1914)
- Pachydrus ritsemae Régimbart, 1883